# Bronze (color)
El bronze és el color del metall bronze, que varia segons els diversos aliatges, sobretot coure i estany, amb els quals s'obté. Els grecs i els romans l'obtenien a partir de la mescla amb zinc, plom i plata amb què fabricaven eines, armes, monedes i objectes d'art.
Una mostra del color bronze:

## Usos
El bronze és el color de la medalla atorgada als tercers premis en competicions i concursos...

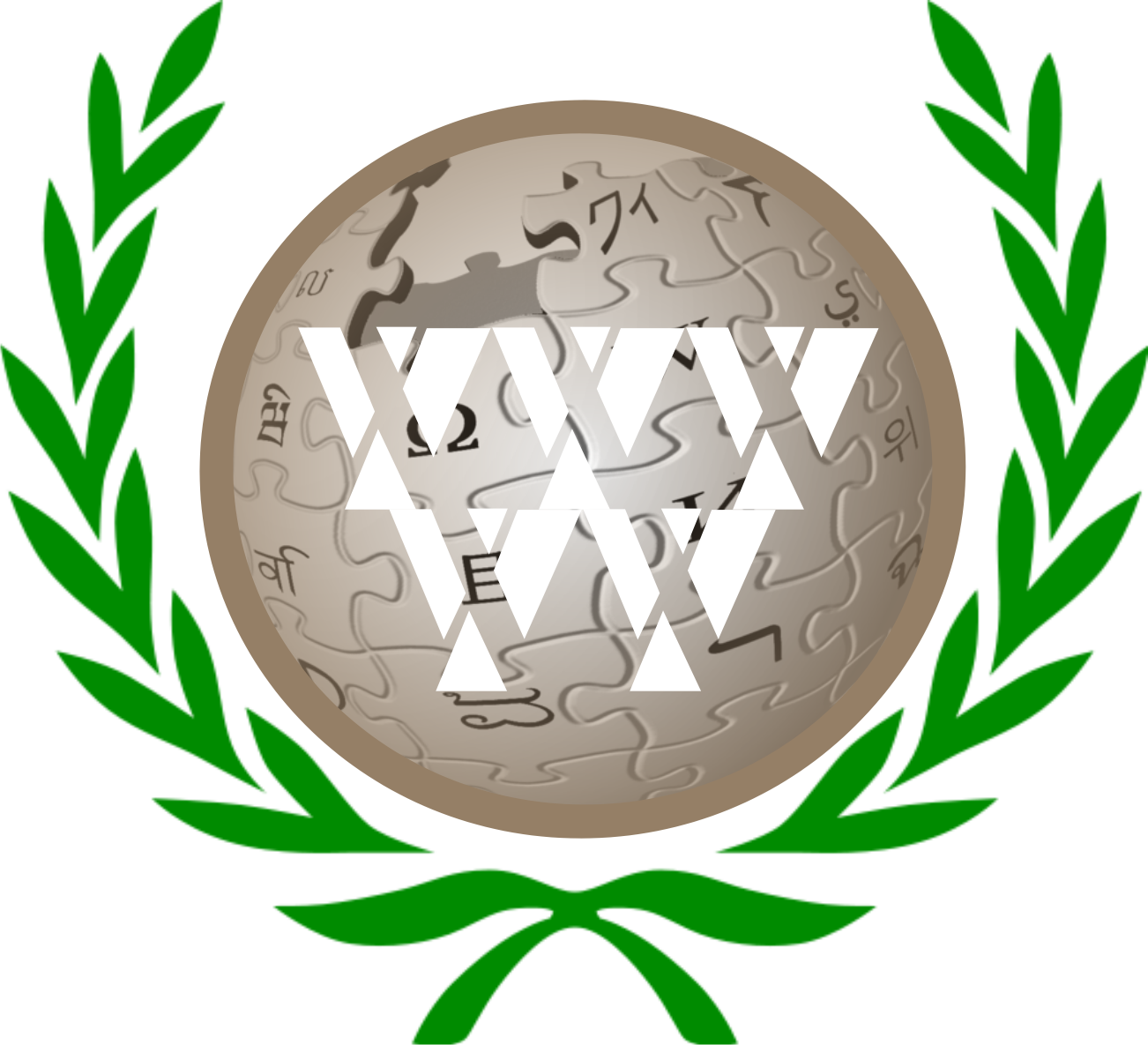
Medalla de bronze per a viquipedistes